# Episodi di Due per tre (prima stagione)
La prima stagione della sitcom italiana Due per tre è andata in onda su Canale 5 a partire dal 23 marzo 1997.
| Nº | Titolo                            | Prima TV Italia |
| -- | --------------------------------- | --------------- |
| 1  | Panico da palcoscenico            | 23 marzo 1997   |
| 2  | Occhio al test                    | 30 marzo 1997   |
| 3  | Lo zio d'America                  | 6 aprile 1997   |
| 4  | Quella mamma di papà              | 13 aprile 1997  |
| 5  | Festa di compleanno               | 20 aprile 1997  |
| 6  | Gratta e rissa                    | 27 aprile 1997  |
| 7  | Gioie e dolori                    | 4 maggio 1997   |
| 8  | Il ruggito di Leo                 | 11 maggio 1997  |
| 9  | Uomini                            | 18 maggio 1997  |
| 10 | Bianco e nero                     |                 |
| 11 | Per qualche lira in più           |                 |
| 12 | Alla ricerca della pietra perduta |                 |
| 13 | Gelosia, gelosia                  |                 |
| 14 | Il topo                           |                 |
| 15 | Maria Giovanna                    |                 |
| 16 | Il gatto di zia Agata             |                 |
| 17 | La maga                           |                 |
| 18 | Abbasso gli uomini                |                 |
| 19 | Dente per dente                   |                 |
| 20 | Finalmente soli                   |                 |